# Тереза (Нью-Йорк)
Тереза (англ. Theresa) — місто (англ. town) в США, в окрузі Джефферсон штату Нью-Йорк. Населення — 2648 осіб (2020).

## Демографія
Згідно з переписом 2010 року, у місті мешкало 2905 осіб у 1079 домогосподарствах у складі 795 родин. Було 1863 помешкання
Расовий склад населення:
| - 94,6 % — білих - 1,5 % — чорних або афроамериканців - 0,6 % — корінних американців - 0,2 % — азіатів |

До двох чи більше рас належало 2,6 %. Частка іспаномовних становила 2,0 % від усіх жителів.
За віковим діапазоном населення розподілялося таким чином: 26,2 % — особи молодші 18 років, 63,0 % — особи у віці 18—64 років, 10,8 % — особи у віці 65 років та старші. Медіана віку мешканця становила 37,1 року. На 100 осіб жіночої статі у місті припадало 105,9 чоловіків;  на 100 жінок у віці від 18 років та старших — 104,5 чоловіків також старших 18 років.
Середній дохід на одне домашнє господарство  становив 72 470 доларів США (медіана — 62 708), а середній дохід на одну сім'ю — 82 063 долари (медіана — 72 669). Медіана доходів становила 50 369 доларів для чоловіків та 35 909 доларів для жінок. За межею бідності перебувало 12,9 % осіб, у тому числі 13,8 % дітей у віці до 18 років та 14,3 % осіб у віці 65 років та старших.
Цивільне працевлаштоване населення становило 1159 осіб. Основні галузі зайнятості: освіта, охорона здоров'я та соціальна допомога — 25,4 %, публічна адміністрація — 15,1 %, будівництво — 12,8 %.